# Ibb kormányzóság

Ibb kormányzóság elhelyezkedése Jemenen belül

Ibb kormányzóság (arabul محافظة إب [Muḥāfaẓat Ibb]) Jemen huszonegy kormányzóságának egyike. Az ország délnyugati részén fekszik. Északon Dzamár, keleten el-Bajdá, délkeleten keleten ed-Dáli, délnyugaton Taizz, nyugaton pedig el-Hudajda kormányzóság határolja. Székhelye Ibb városa. Területe 6 031 km², népessége a 2004-es népszámlálási adatok szerint 2 131 861 fő.

## Fordítás
Ez a szócikk részben vagy egészben  a   Governorates of Yemen című angol Wikipédia-szócikk ezen változatának fordításán alapul.  Az eredeti cikk szerkesztőit annak laptörténete sorolja fel. Ez a jelzés csupán a megfogalmazás eredetét és a szerzői jogokat jelzi, nem szolgál a cikkben szereplő információk forrásmegjelöléseként.